# Fredrik Nyholm
Carl Fredrik Nyholm, född 17 juli 1835 i Stockholm, död där 17 september 1923, var en svensk boktryckare.
Fredrik Nyholm var son till skomakaren Nils Nyholm. Han blev faderlös vid tolv års ålder och tvingades tidigt överge sina studier. 1847 anställdes han som springpojke på Aftonbladets redaktion men förflyttades snart som lärling till sätteriet. 1851 inskrevs Nyholm i boktryckarlära hos Isaac Marcus. Han fortsatte därefter sin utbildning vid Typografiska föreningens tryckeri och anställdes 1858 som faktor vid Östlund & Berlings tryckeri. För att utveckla sina kunskaper inom boktryckerikonstens område företog Nyholm 1862–1863 en studieresa till Tyskland. Efter hemkomsten anställdes han av bokförläggaren Zacharias Hæggström som tryckeriföreståndare med uppgift att tillsammans med Ivar Hæggström upprätta ett modernt tryckeri, och efter några få år var Ivar Hæggströms tryckeri ett av de modernaste i Stockholm. 1873 övertog Nyholm ledningen för det nybildade Centraltryckeriet, som dock 1881 övergick i andra händer. 1881 blev han i stället chef för Gernandts boktryckeri AB, som under hans ledning genomgripande moderniserades. Det inköptes 1893 av Iduns tryckeri AB, vari Nyholm ingick som aktieägare och styrelseledamot med behållande av sin befattning som tryckerichef. 1898 han till Kôersners boktryckeri AB, vars ledning han innehade till även detta bolag inköptes av Iduns tryckeri AB. Nyholm var under många år en av förgrundsgestalterna inom den svenska typografin. han var bland annat ordförande i Svenska boktryckareföreningen 1895–1897, vice ordförande där 1899–1902 samt ordförande i styrelsen för Yrkesskolan för bokhantverk (från 1919 Skolan för bokhantverk) 1908–1923. Han erhöll 1913 Illis quorum.